# Pedro Martín (Sieteiglesias de Tormes)
Pedro Martín es una entidad de población española del municipio de Sieteiglesias de Tormes, perteneciente a la provincia de Salamanca, en la comunidad autónoma de Castilla y León.

## Toponimia
El lugar puede aparecer referido como «Pedro Martín» y «Pedro Martín de Alba».

## Historia
Hacia mediados del siglo XIX, el lugar, una alquería ya por entonces perteneciente a Sieteiglesias de Tormes, tenía contabilizada una población de veinte habitantes. Aparece descrito en el duodécimo volumen del Diccionario geográfico-estadístico-histórico de España y sus posesiones de Ultramar de Pascual Madoz con las siguientes palabras:

PEDRO MARTIN DE ALBA: alq. en la prov. de Salamanca, part. jud. de Alba de Tormes, térm. municipal de Siete Iglesias. pobl.. 4 vec., 20 almas.
(Madoz, 1849, p. 744)

En 2023, la entidad singular de población tenía empadronados ocho habitantes.